# 圣格肋孟堂 (帕多瓦)
圣格肋孟堂(St. Clement)是意大利帕多瓦的一座天主教堂，位于市中心的领主广场。该堂只有面临广场的立面可以看到，其余部分均被周围的住宅和店铺遮挡。顶部矗立着圣格肋孟、圣儒斯蒂娜和圣达尼尔三尊雕像。龛内则是圣若翰洗者和圣路易吉·贡扎加两尊雕像（1696年）。教堂旁有新巴洛克钟楼，钟楼的圆顶在十九世纪下半叶被拆除。

## 历史
该堂最早见于文献记载是在1190年升格为堂区之时。1386年，该堂纪念卡斯塔尼亚罗之战的胜利。